# Scaligeria lazica
Scaligeria lazica är en växtart i släktet Scaligeria och familjen flockblommiga växter. Den beskrevs av Pierre Edmond Boissier 1872.
Arten förekommer i norra och nordöstra Turkiet.